# عایشه بنت محمد بغدادی
عایشه بنت محمد بن علی بغدادی (؟ -۱۲۴۳) محدث، نیکوکار، فقیه و واعظ عراقی در نیمهٔ اول سدهٔ هفتم هجری بود که از عبدالقادر گیلانی اجازهٔ نقل روایت گرفت.